# Férfi kajak egyes 1000 méter az 1956. évi nyári olimpiai játékokon
Az 1956. évi nyári olimpiai játékokon a kajak-kenu férfi kajak egyes 1000 méteres versenyszámát december 1-én rendezték a Wendouree-tó-ban.

## Eredmények
Az időeredmények másodpercben értendők. A rövidítések jelentése a következő:
- Q: továbbjutás helyezés alapján

### Előfutamok
Az előfutamokból az első három helyezett a döntőbe jutott, a többiek kiestek.
| Helyezés | Név                 | Nemzet                      | Idő      | Mj       |
| 1. futam | 1. futam            | 1. futam                    | 1. futam | 1. futam |
| -------- | ------------------- | --------------------------- | -------- | -------- |
| 1.       | Gert Fredriksson    | Svédország (SWE)            | 4:22,0   | Q        |
| 2.       | Igor Piszarev       | Szovjetunió (URS)           | 4:22,2   | Q        |
| 3.       | Ladislav Čepčianský | Csehszlovákia (TCH)         | 4:26,0   | Q        |
| 4.       | Knut Østby          | Norvégia (NOR)              | 4:27,1   |          |
| 5.       | Thorvald Strömberg  | Finnország (FIN)            | 4:51,3   |          |
| 6.       | Robert Smith        | Kanada (CAN)                | 4:54,2   |          |
| 2. futam |                     |                             |          |          |
| 1.       | Stefan Kapłaniak    | Lengyelország (POL)         | 4:35,4   | Q        |
| 2.       | Kiss Lajos          | Magyarország (HUN)          | 4:35,8   | Q        |
| 3.       | Louis Gantois       | Franciaország (FRA)         | 4:39,9   | Q        |
| 3. futam |                     |                             |          |          |
| 1.       | Ernst Steinhauer    | Egyesült Német Csapat (EUA) | 4:24,8   | Q        |
| 2.       | Villy Christiansen  | Dánia (DEN)                 | 4:25,2   | Q        |
| 3.       | Barry Stuart        | Ausztrália (AUS)            | 4:30,1   | Q        |
| 4.       | David Merwin        | Egyesült Államok (USA)      | 4:35,9   |          |

### Döntő
| Helyezés | Név                 | Nemzet                      | Idő    | Mj |
| -------- | ------------------- | --------------------------- | ------ | -- |
| Arany    | Gert Fredriksson    | Svédország (SWE)            | 4:12,8 |    |
| Ezüst    | Igor Piszarev       | Szovjetunió (URS)           | 4:15,3 |    |
| Bronz    | Kiss Lajos          | Magyarország (HUN)          | 4:16,2 |    |
| 4.       | Stefan Kapłaniak    | Lengyelország (POL)         | 4:19,8 |    |
| 5.       | Louis Gantois       | Franciaország (FRA)         | 4:22,1 |    |
| 6.       | Ladislav Čepčianský | Csehszlovákia (TCH)         | 4:23,2 |    |
| 7.       | Villy Christiansen  | Dánia (DEN)                 | 4:25,2 |    |
| 8.       | Ernst Steinhauer    | Egyesült Német Csapat (EUA) | 4:25,5 |    |
| 9.       | Barry Stuart        | Ausztrália (AUS)            | 4:30,7 |    |